# Coloquio de Poissy

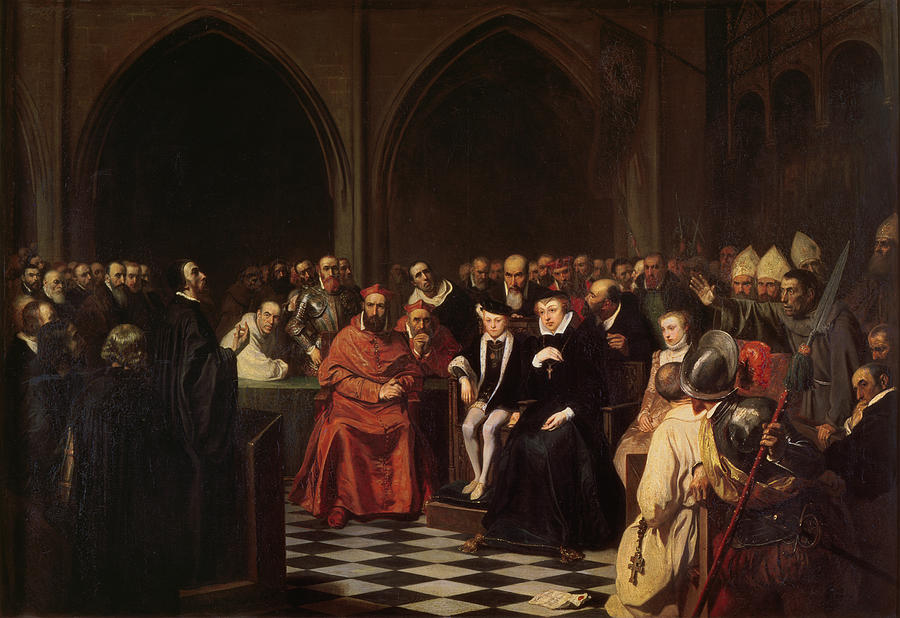
Pintura del Coloquio de Poissy

Del 9 al 26 de septiembre de 1561 se celebra el Coloquio de Poissy o Conferencia de Poissy. Con la intención de lograr la paz religiosa en Francia, convulsionada por las continuas guerras religiosas, Catalina de Médici reunió en Poissy a 46 prelados católicos, 12 pastores protestantes y cuarenta teólogos.
El desacuerdo y los conflictos políticos caracterizaron la rivalidad entre católicos y protestantes, y las discusiones que se mantuvieron durante la conferencia agudizaron las controversias teológicas. Teodoro de Beza expuso el contenido de la doctrina de la Iglesia reformada. El cardenal de Lorraine solicitó que el debate se concretase sobre la naturaleza de la Eucaristía: "Después de esta reunión ¿en qué forma Cristo manifestará su presencia?" Es en esta cuestión en la que el posible acuerdo quedó bloqueado el 26 de septiembre.[cita requerida]
Con el fin de continuar con las negociaciones, Michel de l'Hospital sugirió a la Reina madre que convocase a las delegaciones recluidas en el castillo de Saint-Germain-en-Laye. Pero el 14 de octubre la asamblea se terminó sin llegar a un compromiso. La Iglesia católica no pudo imponer sus convicciones y la Iglesia reformada no fue reconocida por la autoridad real.[cita requerida]
- Datos: Q2426625
- Multimedia: Colloquy at Poissy / Q2426625